# Katharina Heinz
Katharina Heinz (ur. 27 czerwca 1987 w Siegen) – niemiecka skeletonistka, wicemistrzyni Europy.

## Kariera
W zawodach Pucharu Świata zadebiutowała 26 listopada 2010 roku w Whistler, zajmując ósme miejsce. Po raz pierwszy na podium zawodów tego cyklu stanęła 16 grudnia 2011 roku w Winterbergu, gdzie była druga. W zawodach tych rozdzieliła na podium Kanadyjkę Amy Gough oraz Niemkę Marion Thees. W klasyfikacji generalnej sezonu 2010/2011 zajęła ostatecznie siódme miejsce. W 2011 roku wystartowała na mistrzostwach świata w Königssee, gdzie była szósta. Zajęła także siódme miejsce na rozgrywanych rok później mistrzostwach świata w Lake Placid. W 2012 roku zdobyła też srebrny medal podczas mistrzostw Europy w Altenbergu. Nigdy nie wystąpiła na igrzyskach olimpijskich.